# Zamek Królewski na Wawelu – Państwowe Zbiory Sztuki
Zamek Królewski na Wawelu – Państwowe Zbiory Sztuki – narodowa instytucja kultury powstała w 1930, posiadająca osobowość prawną, zarejestrowana w Rejestrze Narodowych Instytucji Kultury pod numerem 21/92 oraz w Państwowym Rejestrze Muzeów pod numerem 16/135.

## Zamek Królewski na Wawelu. Historia muzeum[2]
Za początek muzeum Zamku Królewskiego na Wawelu można uznać rok 1882, kiedy to Jan Matejko ofiarował do muzeum, mającego powstać w królewskiej rezydencji, swój sławny obraz „Hołd pruski” (obecnie w depozycie w Muzeum Narodowym w Krakowie, w Galerii Malarstwa XIX wieku w Sukiennicach).
Zbiory „wawelianów” zaczęto tworzyć przy okazji prac konserwatorskich prowadzonych w zamku od roku 1905, po opuszczeniu królewskiego wzgórza przez wojska austriackie. Ważną rolę w kształtowaniu muzeum odegrało Kierownictwo Restauracji Zamku na Wawelu (późniejsze Kierownictwo Odnowienia Zamku Królewskiego na Wawelu) – instytucja wówczas utworzona w celu prowadzenia prac konserwatorskich w zamku wawelskim po jego wykupieniu od austro-węgierskich władz wojskowych (która działała do końca 1985). Dzięki działalności Kierownictwa odnowiona została większość zabudowań Zamku. W 1986 zadania organizowania prac konserwatorskich przejęły Państwowe Zbiory Sztuki na Wawelu.
Gromadzenie zbiorów muzealiów kontynuowano podczas I wojny światowej. W 1930 powołano centralną instytucję muzealną: Dyrekcję Państwowych Zbiorów Sztuki, których jednym z oddziałów stał się zamek wawelski. Trzon zbiorów stanowiły i stanowią dzieła sztuki i pamiątki historyczne rewindykowane z Rosji po traktacie ryskim w roku 1921, w tym słynne arrasy króla Zygmunta Augusta i Szczerbiec, koronacyjny miecz królów polskich. Jako samodzielne muzeum Zamek Królewski na Wawelu – Państwowe Zbiory Sztuki powstało w 1945 roku. Ważnymi datami dla historii zbiorów wawelskich po II wojnie światowej był rok 1961, kiedy powróciły z Kanady na Wawel arrasy królewskie oraz rok 1994, kiedy Karolina Lanckorońska ofiarowała zachowaną część kolekcji dzieł sztuki, zgromadzoną przez jej ojca, Karola Lanckorońskiego, z wyjątkowymi dziełami malarstwa renesansowego.
Zamek prezentuje obecnie sześć stałych ekspozycji: Reprezentacyjne Komnaty Królewskie, Prywatne Apartamenty Królewskie, Skarbiec Koronny i Zbrojownia, Sztuka Wschodu (z unikatową kolekcją namiotów tureckich), Wawel Zaginiony, Wawel Odzyskany, trasę Ogrody Królewskie na Wawelu (wraz z rezerwatem archeologicznym kościoła Św. Gereona) oraz wystawy w dwóch oddziałach: na zamku w Pieskowej Skale i dworze w Stryszowie.

## Zamek Królewski na Wawelu. Misja
Zamek działa na podstawie statutu nadanego przez Ministra Kultury (Dz.Urz.MKiDN nr 4 poz.7 z 2000 roku). Zamek Królewski na Wawelu jest muzeum o charakterze rezydencji historycznej.
Celem Zamku jest w szczególności zachowanie zabytkowej substancji Wawelu jako najwyższej rangi pomnika historii, tradycji kulturowej i religijnej narodu polskiego oraz elementu dziedzictwa światowego, ideowe odtworzenie przeszłości Wawelu w jej wielorakich aspektach,szerokie włączenie powyższych wartości w obieg kultury narodowej.
Zamek realizuje powyższe cele poprzez gromadzenie i skuteczne ochranianie odpowiednio dobranych dzieł sztuki i pamiątek historycznych, poddawanie konserwacji swych zabytkowych budowli i zbiorów w celu utrzymania ich w możliwie najlepszym stanie, upowszechnianie w kraju i zagranicą swych zabytków i wiedzy na temat Wawelu w sposób sprzyjający pełnemu odbiorowi ich wartości, organizowanie i prowadzenie badań naukowych, prowadzenie działalności wydawniczej, edukacyjnej i informacyjnej, utrzymywanie w należytym stanie pozostających w jego zarządzie zabudowań wraz z otoczeniem i wykorzystanie ich zgodnie z przeznaczeniem.
Nazwa, wizerunek i logo Zamku są zastrzeżone w Urzędzie Patentowym RP.

## Kierownictwo Restauracji Zamku na Wawelu (Kierownictwo Odnowienia Zamku Królewskiego na Wawelu)
- arch. Zygmunt Hendel (1905–1914)
- arch. Ignacy Sowiński (1914–1916)
- arch. Karol Skawiński (1916)
- prof. dr hab. Adolf Szyszko-Bohusz (1916–1939; 1945–1946)
- prof. dr hab. Bohdan Guerquin (1946–1947)
- prof. dr arch. Witold Minkiewicz (1947–1951)
- prof. dr hab. Alfred Majewski (1951–1983)
- Tadeusz Szafer (1984–1985)

## Kustosze zbiorów Zamku Królewskiego na Wawelu
- prof. dr Włodzimierz Antoniewicz (1917–1918)
- Aleksander Borawski (1920–1921)
- prof. dr Marian Morelowski (1926–1929)
- prof. dr Stanisław Świerz-Zaleski (1930–1939)

## Dyrektorzy Zamku Królewskiego na Wawelu
- prof. dr hab. Tadeusz Mańkowski (1945–1951)
- prof. dr hab. Jerzy Szablowski (1952–1989)
- prof. dr hab. Jan Ostrowski (1989–2020)
- prof. dr hab. Andrzej Betlej (od 2020)[3]